# Georg Didrik Hasenkampff
Georg Didrik Hasenkampff, född 1670 i Livland, död 11 augusti 1731, var en svensk militär.
Georg Didrik Hasenkampff var son til Didrik Hasenkampff. Han blev 1705 löjtnant vid Taubes dragonregemente, kapten där samma år. Hasenkampff blev krigsfånge i slaget vid Poltava men rymde 11 november från Czerników och återkom i mars 1710 till Sverige. Här blev han ryttmästare vid Livregementet till häst, i maj samma år major vid Norra skånska kavalleriregementet. I oktober 1714 förklarades Hasenkampff förlustig sin tjänst på grund av duellsbrott, men benådades 1716 av Karl XII. Han blev 1719 överstelöjtnant och var 1719–1722 tillförordnad chef för Norra skånska kavalleriregementet. han adlades 1726 och introducerades på riddarhuset samma år. Hasenkampff följde 1731 Fredrik I på dennes resa till Hessen.